# Mentaxya
Mentaxya is een geslacht van vlinders van de familie Uilen (Noctuidae), uit de onderfamilie Noctuinae.

## Soorten
- M. albifrons (Geyer, 1837)
- M. arabica Wiltshire, 1980
- M. atritegulata (Hampson, 1902)
- M. basilewskyi (Berio, 1955)
- M. bergeri (Berio, 1955)
- M. bruneli Laporte, 1975
- M. camerunensis Laporte, 1973
- M. comorana Viette, 1960
- M. cumulata (Walker, 1865)
- M. dallolmoi Berio, 1972
- M. fletcheri (Berio, 1955)
- M. fouqueae Laporte, 1974
- M. grisea Laporte, 1973
- M. ignicollis (Walker, 1857)
- M. ikondae Berio, 1972
- M. inconstans Laporte, 1984
- M. indigna (Herrich-Schäffer, 1854)
- M. lacteifrons Laporte, 1984
- M. leroyi (Berio, 1955)
- M. minor Berio, 1977
- M. muscosa Geyer, 1837
- M. nigromaculata Laporte, 1984
- M. nimba Laporte, 1972

- M. palmistarum (de Joannis, 1932)
- M. percurvata (Berio, 1955)
- M. pujoli Laporte, 1973
- M. pyroides Berio, 1972
- M. quadrata Berio, 1974
- M. reninigra Laporte, 1977
- M. rimosa (Guenée, 1852)
- M. sandrae Laporte, 1974
- M. sexalata Viette, 1958
- M. strictirena Berio, 1974
- M. suffusalis Laporte, 1973
- M. thomasi Laporte, 1984
- M. torrianii Laporte, 1977
- M. trisellata Viette, 1958
- M. trisellatoides Laporte, 1973
- M. vuattouxi Laporte, 1972